# Jitka Velková
Jitka Velková (* 8. prosince 1963, Strakonice) je česká knihovnice, publicistka a autorka katalogů národopisných výstav, ředitelka Městského muzea a galerie Vodňany.

## Život a dílo

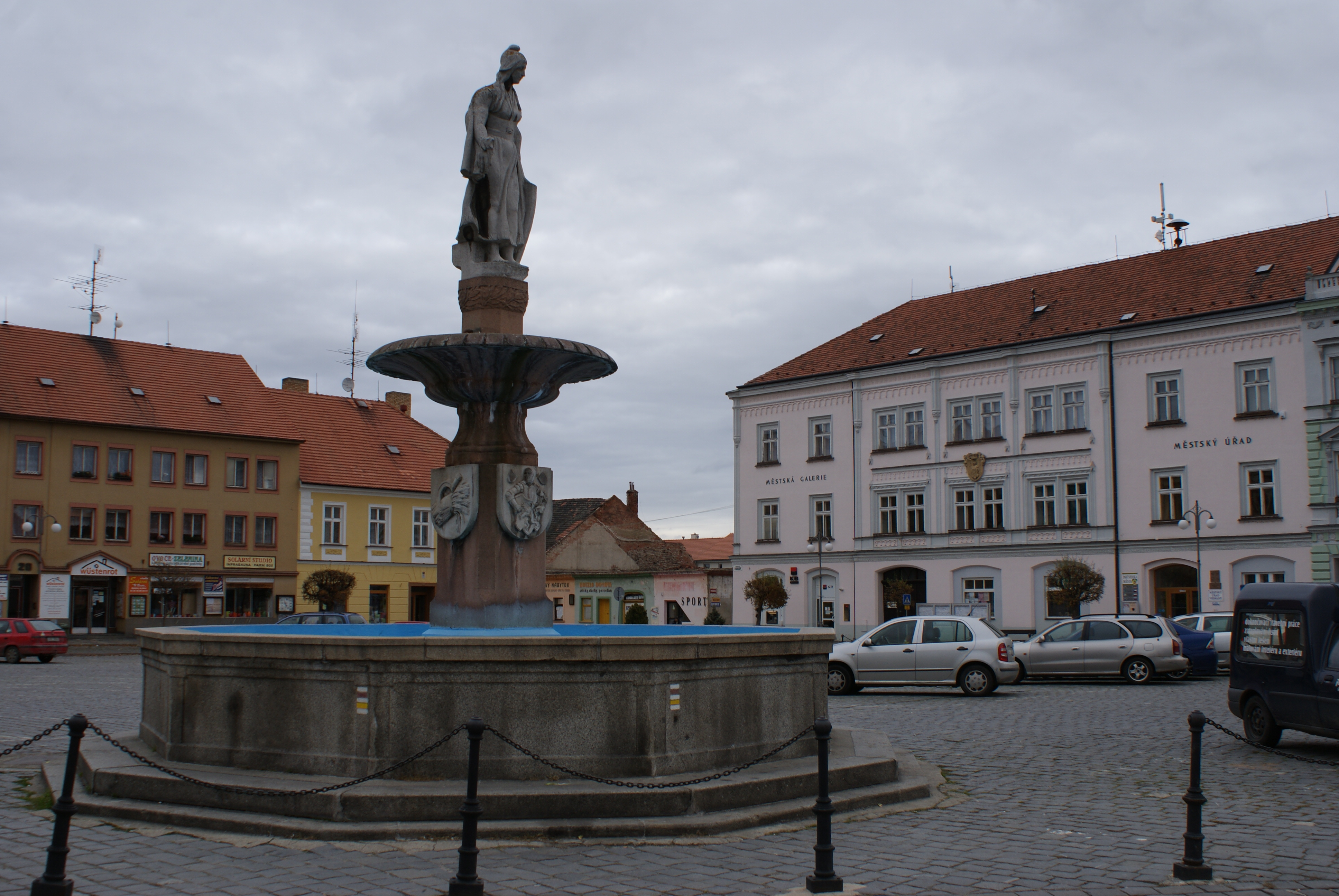
Vodňany, náměstí a Městské muzeum a galerie (rohový dům)

Jitka Velková se narodila 8. prosince 1963 ve Strakonicích. Po maturitě na gymnáziu ve Strakonicích a na Střední knihovnické škole v Praze pracovala na pozici knihovnice v hudebním oddělení Jihočeské vědecké knihovny v Českých Budějovicích.  Od střední školy hraje loutkové divadlo a je členkou kroužku Loutkového divadla Pimprlata při Městském kulturním domě ve Vodňanech. Vystudovala obor muzeologie na Masarykově univerzitě v Brně a začala pracovat v Městském muzeu a galerii ve Vodňanech, kde působí od roku 2001 na pozici ředitelky. Ve své magisterské práci na téma muzeum hrou vycházela ze zkušeností vzdělávacích a odborných programů Muzea a galerie ve Vodňanech.Je autorkou či spoluautorkou katalogů k výstavám a textů v regionálních publikacích. V galerii prezentuje díla českých, především regionálních výtvarných umělců. Její odborné články jsou pravidelně publikovány ve Zpravodaji města Vodňany. Organizace je členem Asociace muzeí a galerií v České republice.

### Publikace a katalogy (výběr)
- Helfenburk: průvodce hradem a jeho historií, pověsti o pustém zámku, mapa okolí s komentářem. České Budějovice: Velarium, 1994. 45 s.
- Městské muzeum a galerie (Vodňany, Česko). Paměť sbírky: výběrový katalog vodňanského městského muzea. Vodňany: Městské muzeum a galerie Vodňany, 2009. 53 s. ISBN 978-80-904098-1-1
- Nadace manželů Novákových: výběrový katalog ze sbírek vodňanské městské galerie. Vodňany: Městské muzeum a galerie, 2012. 44 s. ISBN 978-80-905004-1-9
- Paměť obrazu města Vodňan: výběrový katalog ze sbírek vodňanské městské galerie. Vodňany: Městské muzeum a galerie, 2014. 44 s. ISBN 978-80-905004-5-7
- Historie vytvoření grafické značky městského muzea a galerie Vodňany. In: Výběr. V Českých Budějovicích : Jihočeské muzeum, 2017, 54(1), s. 47-49 ISSN 1212-0596
- Antonín Waldhauser ze soukromých sbírek: výběrový katalog výstavy k 180. výročí malířova narození. Vodňany: Městské muzeum a galerie Vodňany, 2015. 103 stran ISBN 978-80-905004-6-4
- Vodňany, město uprostřed jižních Čech. [Vodňany]: Městské muzeum a galerie Vodňany, 2015. 145 stran. ISBN 978-80-905004-7-1
- BURDA, Karel, VELKOVÁ, Jitka:  Sametové Vodňany. Vodňany: Městské muzeum a galerie Vodňany, 2019. 74 stran.ISBN 978-80-906682-4-9
- HOYER, Ivan, VELKOVÁ, Jitka. Helfenburk v pověstech. Vodňany: Městské muzeum a galerie, 2020. 66 stran. ISBN 978-80-906682-5-6.
- BURDA, Karel, VELKOVÁ, Jitka: Vodňany včera a dnes. Vodňany: Městské muzeum a galerie, 2021. 157 s. ISBN 978-80-906682-8-7
- BURDA, Karel, VELKOVÁ,Jitka:  Vodňany včera a dnes.2. Vodňany: Městské muzeum a galerie, 2023. 157 stran.  ISBN 978-80-908570-1-8